# Alexeevca, Ungheni
Alexeevca este satul de reședință al comunei cu același nume din raionul Ungheni, Republica Moldova.

## Personalități

### Născuți în Alexeevca
- Semion Odainic (1938 - 2023), pictor moldovean